# Istituto nazionale del dramma antico
L'Istituto nazionale del dramma antico (conosciuto anche con l'acronimo INDA) fu istituito nel 1913; dal 1998 è una fondazione culturale. L'ente è celebre per l'organizzazione del ciclo di rappresentazioni classiche presso il Teatro greco di Siracusa.
L'iniziativa culturale nacque per volontà dell'aristocratico siracusano Mario Tommaso Gargallo, che nel 1913 costituì un comitato promotore con l'ambizione di ridare vita al dramma antico presso il suo "spazio naturale", il Teatro greco di Siracusa.

## Storia

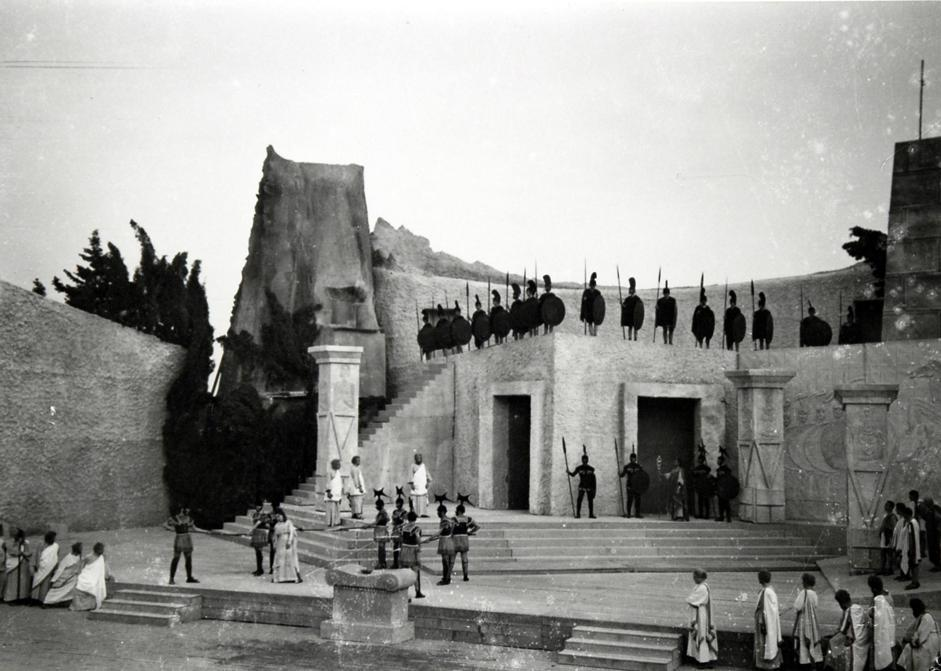
Una rappresentazione INDA

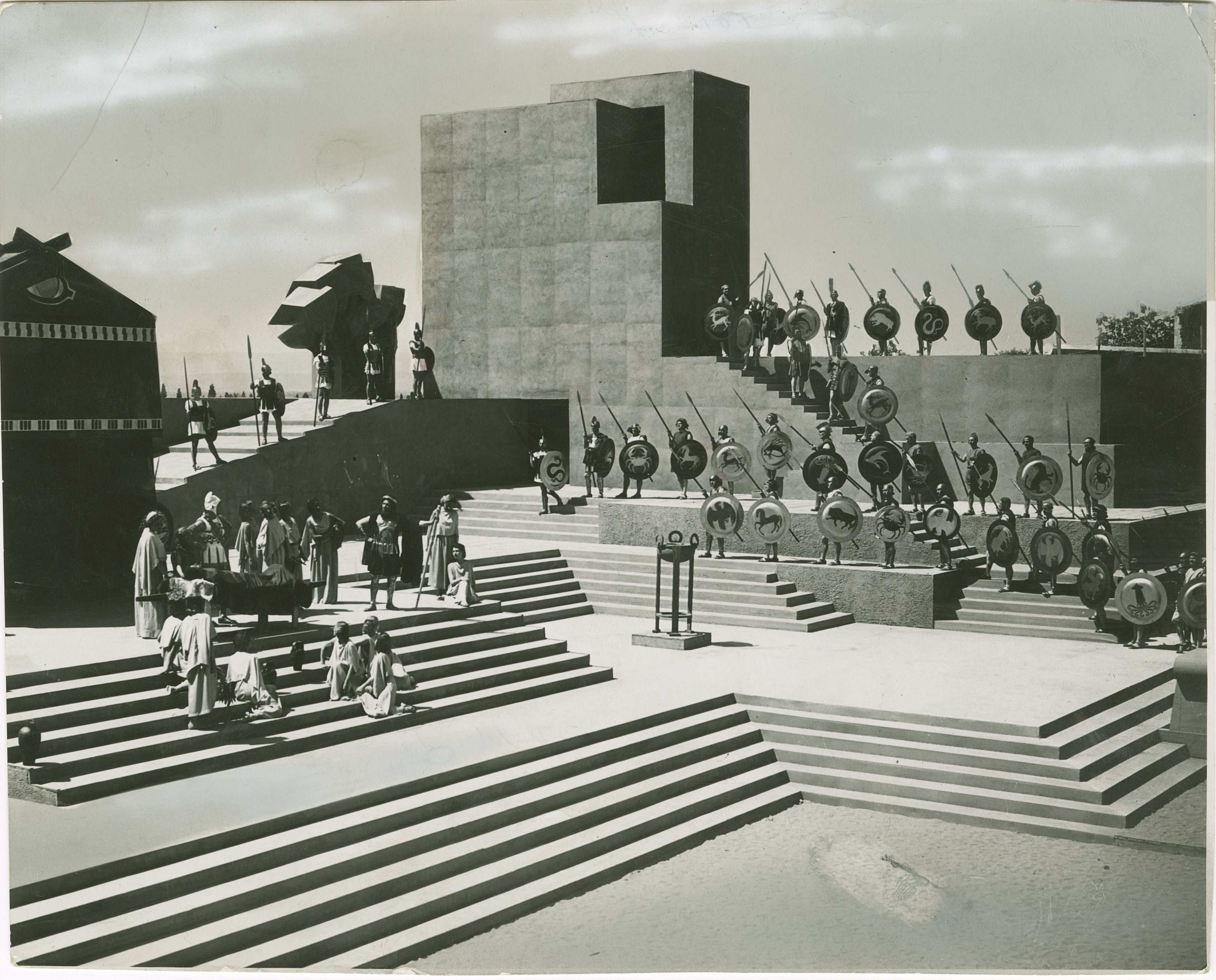
Una scena della rappresentazione della tragedia Aiace di Sofocle nel 1939

Il primo ciclo di spettacoli classici fu inaugurato il 16 aprile 1914 con l'Agamennone di Eschilo. Gli allestimenti scenografici furono di Duilio Cambellotti.
Dopo l'interruzione degli spettacoli causata dalla prima guerra mondiale, le rappresentazioni classiche ritornarono sulla scena nel 1921 con le Coefore di Eschilo. Per l'occasione giunge a Siracusa anche Filippo Tommaso Marinetti che il 18 e il 19 aprile terrà delle conferenze per ribadire la posizione progressista del Futurismo di fronte ad una rappresentazione del passato. Per l'occasione viene anche scritto il Manifesto futurista per le rappresentazioni classiche di Siracusa con cui si ribadisce la linea critica dei futuristi.
Nel 1924 Mussolini, dopo aver assistito personalmente all'esibizione teatrale de I sette a Tebe e di Antigone, rimase così entusiasta che decise di fare evolvere quegli spettacoli in un'istituzione nazionale; fu così che nacque con regio decreto n. 1767 il 7 agosto 1925 l'Istituto nazionale del dramma antico di Siracusa.
Nel 1928 non si raggiunge l'accordo per rappresentare la Fedra di D'Annunzio.
Nel dopoguerra l'INDA fu guidata, a partire dal 1952 e per un ventennio, da Nino Sammartano, che organizzò dieci cicli di rappresentazioni classiche nel Teatro greco di Siracusa e la messa in scena, nei teatri greci della Sicilia e romani della penisola, di tragedie e commedie del mondo classico. A Siracusa diede vita nel 1963 al I Congresso Internazionale di studi sul Dramma Antico, che organizza ancora nel 1967 e 1969. Sempre a Siracusa si fece promotore di una Scuola superiore di Archeologia e di studi sul Dramma antico, sotto l'egida dell'Università di Catania.
Nel 1978 l'INDA divenne ente pubblico non economico e, ai sensi della legge 70/75, fu riconosciuto come «ente necessario allo sviluppo sociale, civile, economico e culturale del paese», conquistando così tutte le prerogative e responsabilità di una pubblica istituzione. Durante questo periodo fu, a lungo, diretto dal latinista Giusto Monaco.
Nel 1998 l'Istituto fu infine trasformato da ente pubblico in fondazione.
Con le stagioni teatrali 2000 e 2001 la cadenza dei cicli di spettacoli classici passò da biennale ad annuale.
Il 2001 è stato funestato da una serie di scandali in seno all'INDA, a causa della rivelazione di indagini della magistratura, da cui si è appurata l'influenza mafiosa all'interno dell'Istituto. La profonda eco, anche a livello nazionale, ha avuto come conseguenza quella di un cambio ai vertici e l'ovvia ricaduta negativa sull'immagine dell'Istituto e sull'affluenza di pubblico.
Il 2002 vide la riedizione di Dioniso, una rivista scientifica di studi sulla drammaturgia classica, la cui pubblicazione, pur intervallata da periodi di pausa, era iniziata nel 1931.
La stagione 2005 ha segnato un momento di svolta per la Fondazione INDA, nuovamente impegnata nella produzione diretta degli spettacoli. Le scene ed i costumi dei tre drammi in cartellone, ad esempio, sono stati interamente realizzati dall'Ente.
Nel 2014 gli spettacoli dell'INDA vengono replicati anche al teatro grande di Pompei. Nel 2017 la stagione viene estesa in termini temporali e introdotta la possibilità di seguire le rappresentazioni in inglese grazie all'ausilio di una cuffia.
Nel 2018 gli spettacoli suscitano l'interesse della RAI e grazie ad un accordo con l'INDA sbarcano in tv in prima serata l'Eracle di Euripide per la regia di Emma Dante, Le supplici per la regia di Moni Ovadia e Le rane con Ficarra e Picone  per la regia di Giorgio Barberio Corsetti.
Nel 2020, a causa delle limitazioni imposte dalla pandemia di COVID-19, l'Inda ha lanciato il progetto "Inda 2020 Per voci sole" proponendo al pubblico, nel Teatro greco di Siracusa, otto serate con alcuni tra i più importanti attori, musicisti e artisti sulla scena nazionale e internazionale.
Nel 2021 la fondazione INDA torna a mettere in scena le rappresentazioni classiche al Teatro greco, seppur con una capienza ridotta; dal 2022 riprende la normale programmazione.
Nel 2024, la 59ª stagione fa registrare il record storico di pubblico con oltre 160 mila spettatori, battendo seppur per poco il record della stagione precedente.

## Organizzazione
La Fondazione INDA è gestita da un consiglio di amministrazione, composto da un presidente (che per statuto è il sindaco di Siracusa), un consigliere delegato (indicato dal Ministero dei beni culturali), tre consiglieri (indicati dal Ministero dell'istruzione, pdal residente della Regione Sicilia e dalla Conferenza Stato-regioni). Il sovrintendente è nominato dal Ministero dei beni culturali scegliendolo da una rosa di tre nomi indicati dal Cda.

### Presidenti
I presidenti e i commissari succedutisi nel tempo. Dal 2004 il presidente è il sindaco pro tempore di Siracusa:
- Mario Tommaso Gargallo – presidente dal 1913 al 1929;
- Biagio Pace – presidente dal 1929 al 1944;
- Mario Tommaso Gargallo –  commissario dal 1945 al 1946;
- Raffaele Cantarella – presidente dal 1947 al 1951;
- Nino Sammartano – commissario dal 1952 al 1971;
- Diego Gullo – commissario dal 1971 al 1973;
- Giusto Monaco – commissario dal 1973 al 1993 e presidente dal 1993 al 1994;
- Manuel Giliberti – presidente f.f. nel 1994;
- Umberto Albini – presidente dal 1995 al 1998;
- Walter Le Moli – presidente dal 1998 al 2002;
- Turi Vasile – presidente dal 2002 al 2003;
- Giambattista Bufardeci – presidente f.f. nel 2003 e presidente dal 2004 al 2008;
- Roberto Visentin – presidente dal 2008 al 2012;
- Alessandro Giacchetti – presidente da gennaio ad aprile 2013 e poi commissario fino al 2014;
- Giancarlo Garozzo – presidente da settembre 2014 a febbraio 2016;
- Pierfrancesco Pinelli – commissario da febbraio 2016 a marzo 2018;
- Giancarlo Garozzo - presidente da marzo 2018 a luglio 2018;
- Francesco Italia - presidente dal luglio 2018.

## Protagonisti teatrali

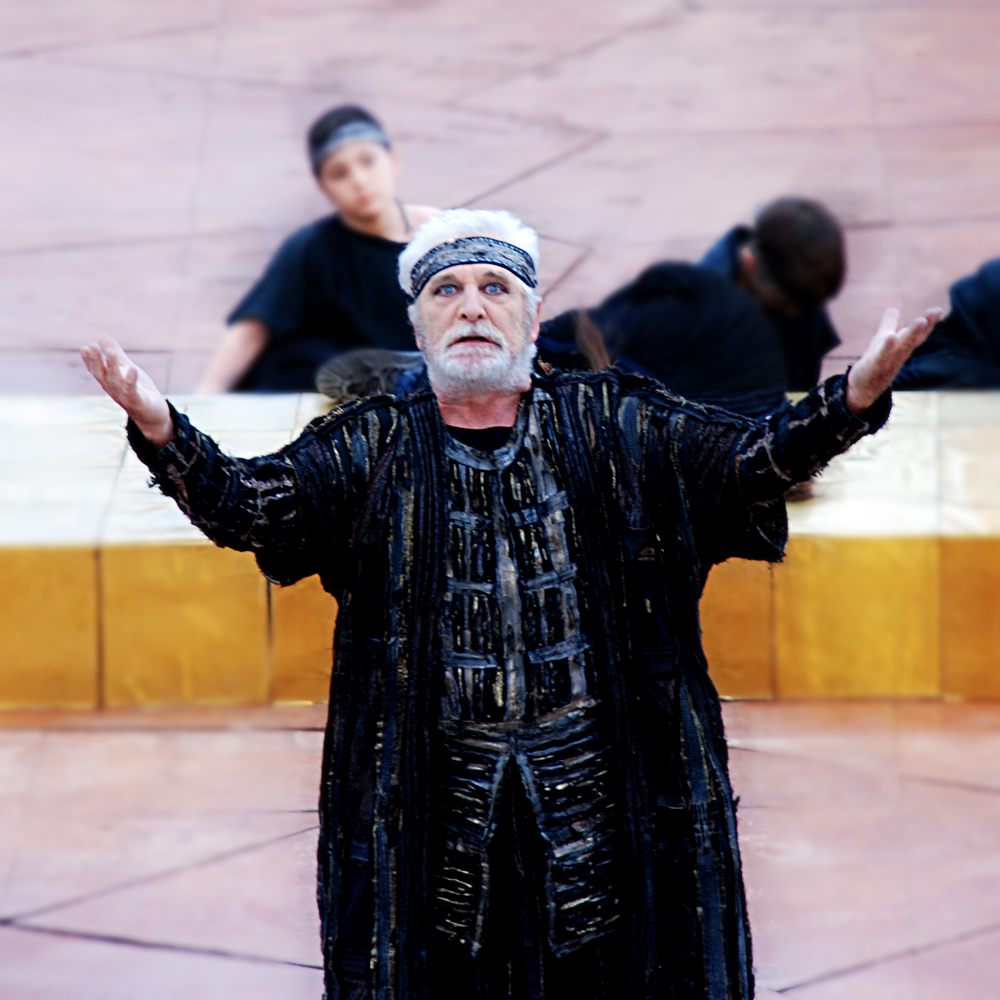
Ugo Pagliai nel ruolo di Anfitrione nellEracle

## Spazi scenici
Sin dai primi anni, l'INDA non ha limitato la propria attività al solo Teatro greco di Siracusa. A partire dal 1929 la sfera di competenza dell'Istituto era stata estesa a tutto il territorio nazionale.
Da allora numerose rappresentazioni hanno avuto luogo a cura dell'INDA anche in altri teatri greci e romani: Segesta, Palazzolo Acreide, Taormina, Tindari, Pompei, Benevento, Gubbio, Fiesole, Luni, Trieste e in altre sedi particolarmente suggestive: Agrigento, Selinunte, Paestum e Urbino.

Fra le sue finalità istituzionali come definite nello statuto (art. 2 comma 1 par. h) c'è 
attivare le iniziative necessarie al coinvolgimento degli istituti scolastici per la realizzazione di spettacoli del teatro classico greco e latino, anche attraverso apposite rassegne curate dall'INDA o organizzate da terzi, tra le quali il Festival internazionale dei giovani di Palazzolo Acreide;

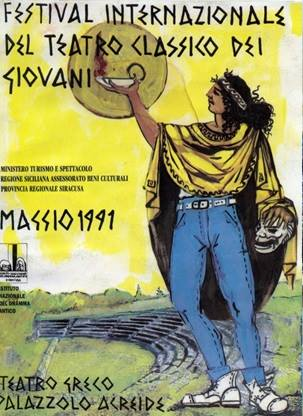
Locandina primo Festival Internazionale del Teatro Classico dei Giovani di Palazzolo Acreide (1991)

A tal fine e nell'ottica di una piena valorizzazione del Teatro greco di Palazzolo Acreide, annualmente viene celebrato il Festival internazionale del teatro classico dei giovani. La manifestazione, rivolta agli Istituti superiori e alle università, permette la rappresentazione nell'antica cavea dei classici latini e greci, riletti secondo la sensibilità dei giovani.

## Critiche teatrali

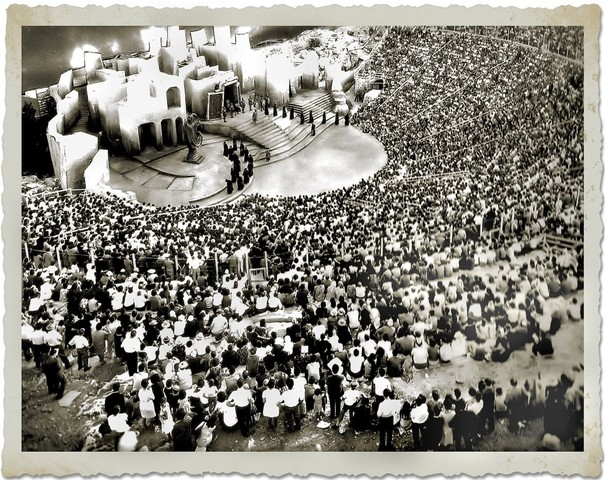
Una delle antiche rappresentazioni al teatro greco

Quando nel 1921 Marinetti giunse a Siracusa per parlare delle rappresentazioni classiche l'intera città fu in subbuglio, dato che avrebbe inscenato una delle sue provocazioni futuriste. Franco Sgroj riporta i contenuti dell'intervento in questo modo: 
E ancora: 
Durante la stagione 1927 Elio Vittorini fu incaricato per la rivista La Fiera Letteraria di commentare le rappresentazioni. La sua fu una critica aspra: 
 
E ancora, sulle Nuvole: 
.
Nel 2002 una delle rappresentazioni messe in scena da Ronconi (Le rane), fu oggetto di critiche da parte del governo nazionale, per la scelta deliberata di inserire in scena i volti di uomini politici. La contestazione si legava al clima di dissenso nei confronti del Governo Berlusconi II, creando un caso nazionale.

## Premio Eschilo d'oro
Dal 1960 l'INDA assegna il premio "Eschilo d'oro" a «personalità che si siano internazionalmente distinte nel campo degli studi e della prassi teatrale della classicità greca e latina».
- 1960: Guido Salvini, Giovanna Scotto, Annibale Ninchi e Salvo Randone
- 1962: Mario Tommaso Gargallo, Comune di Siracusa, Maria Letizia Celli e Gualtiero Tumiati
- 1964: Elena Zareschi, Vittorio Gassman, Carlo D'Angelo e Ettore Romagnoli
- 1966: Biagio Pace, Achille Corona e Sarah Ferrati
- 1970: Edmonda Aldini e Orazio Costa Giovangigli
- 1974: Eugenio Della Valle, Antonino Sammartano, Francesco Testaferrata
- 1976: Ettore Paratore
- 1978: Franz Di Biase
- 1980: Giusto Monaco
- 1982: Paolo Enrico Arias
- 1984: Luigi Bernabò Brea e Franco Enriquez
- 1986: Pierre Vidal-Naquet
- 1988: Mario Giusti e Irene Papas
- 1990: Rosalia Chladek
- 1992: Alexis Solomòs
- 1994: Theo Angelopoulos, Ariane Mnouchkine e Peter Stein
- 1996: Giuseppe Di Martino e Alessandro Fersen
- 2003: Piera Degli Esposti
- 2004: Mario Martone
- 2006: Giorgio Albertazzi (alla carriera), Massimo Popolizio e Oliver Taplin
- 2008: Luca Lazzareschi, Elisabetta Pozzi, Galatea Ranzi e Pietro Carriglio (alla carriera)
- 2011: Mariano Rigillo
- 2012: Antonio Calenda
- 2013: Ugo Pagliai
- 2019: Vanessa Redgrave
- 2020: Eva Cantarella
- 2021: Guido Paduano
- 2022: Glauco Mauri
- 2023: Davide Livermore
- 2024: Nicola Crocetti